# Frances Partridge
Frances Partridge, född Marshall 15 mars 1900, död 5 februari 2004, var en engelsk författare. Hon gifte sig 1933 med Ralph Partridge och var medlem av den så kallade Bloomsburygruppen.
Det var publikationen av hennes underhållande och informativa dagböcker om Bloomsburygruppen och en svunnen idyllisk tillvaro, som gav Frances Partridge status som krönikör av gruppens trassliga inbördes relationer. Flera av medlemmarna kände hon sedan barndomen. Efter studier i Cambridge och sedan som anställd i en boklåda i Bloomsburykvarteren vid British Museum, kom hon att träffa skribenten Ralph Partridge. Deras romans komplicerades av att han var gift med Dora Carrington, vilken i sin tur var passionerat förälskad i den homosexuelle Lytton Strachey. De tre sistnämnda levde i ett ménage à trois och det var först 1933, efter Stracheys död i cancer och sedan Dora Carrington skjutit sig, som Frances blev fru Partridge.
Dagboksvolymerna, publicerade först under de sista tjugofem åren av Frances Partridges liv, målar öppenhjärtiga porträtt av de excentriska medlemmarna och beskriver ingående dessas intriger.